# La zorra y las uvas
La zorra y las uvas

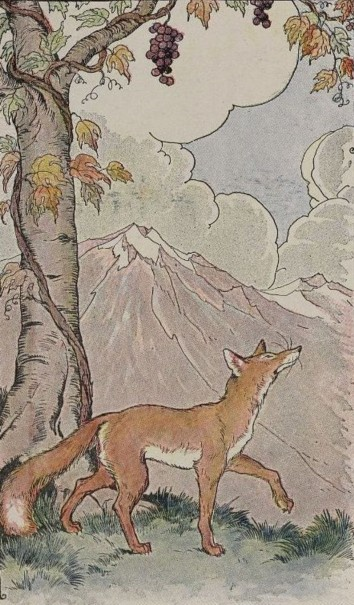
La zorra y las uvas, ilustrada por Milo Winter en una antología de Esopo de 1919.

fábulas atribuidas a Esopo numerada 15 en el Índice Perry y recontada por Babrio, Fedro, Jean de La Fontaine, Krylov y Félix María Samaniego. La narración es concisa y las posteriores reediciones suelen serlo también. La historia trata de un zorro que intenta comer uvas de una viña pero no puede alcanzarlas. En lugar de admitir la derrota, afirma que son indeseables. La expresión "uvas agrias" tiene su origen en esta fábula.
Una zorra ve un racimo de uvas e intenta alcanzarlas. Al darse cuenta de que está demasiado alto, desprecia las uvas diciendo: «¡No están maduras!». 
La moraleja de la historia es que los seres humanos (nosotros) al no poder hacer algo despreciamos a las personas u objetos. Podría entenderse la moraleja como el dicho "no se conforma el que no quiere". Es decir, que cuando no logramos algo que nos propusimos, buscamos una excusa como consuelo para no seguir sufriendo por eso y decidimos abandonarlo.

## La fábula
La fábula de La zorra y las uvas es una de las pocas que tienen como protagonista a un solo animal. Existen varias versiones griegas, así como una en latín de Fedro (IV.3) que es escueta y directa:
Impulsado por el hambre, un zorro intentó alcanzar unas uvas que colgaban en lo alto de la viña, pero no pudo, aunque saltó con todas sus fuerzas. Al alejarse, el zorro comentó: "¡Oh, aún no están maduras! No necesito ninguna uva agria". Las personas que hablan con desprecio de las cosas que no pueden alcanzar harían bien en aplicarse esta historia.
En su versión de las Fábulas de La Fontaine, Marianne Moore subraya su comentario irónico sobre la situación en un juego de palabras final: "Mejor, creo, que un gemido amargado".